# Teddy Thomas
Teddy Thomas (Biarritz, 18 de septiembre de 1993) es un jugador francés de rugby que se desempeña como wing. Actualmente juega para el Stade Rochelais del Top 14 de Francia.

## Carrera
Comenzó su carrera profesional con el club Biarritz Olympique en 2012 y jugó hasta 2014 cuando fue transferido al importante Racing 92, continúa en él desde entonces y es titular del equipo.

## Selección nacional
Fue convocado a Les Bleus por primera vez en noviembre de 2014 para enfrentar a los Fliying Fijians y en este partido contribuyó a la goleada francesa con tres tries, anotando uno antes del primer minuto de juego. Desde entonces ha jugado 10 partidos y marcado 40 puntos, productos de ocho tries.

## Palmarés
- Campeón del Top 14 2015–16.